# 傅夏器
傅夏器（1509年—1594年），字廷璜，號錦泉，學者稱錦田先生，福建南安人，軍籍，明朝政治人物，進士出身。

## 生平
嘉靖十年（1531年）中辛卯科福建鄉試第六名。嘉靖二十九年（1550年）庚戌科會試第一（會元），登第二甲第九名進士。歷官禮部郎中，遷光禄寺丞，改吏部稽勋司郎中。

## 著作
著有《錦泉先生文集》。

## 家族
曾祖傅良。祖父傅貴。父傅齡。母王氏。具慶下。弟商器、周器、獻器。